# Nautilus Pompilius (rockgroep)

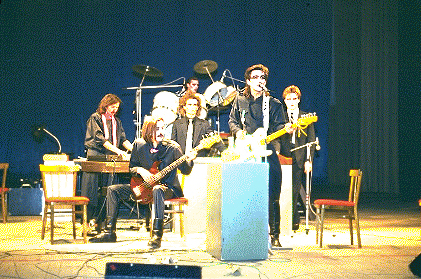
Nautilus Pompilius

Nautilus Pompilius (Russisch: Наутилус Помпилиус; Naoetiloes Pompilioes, soms afgekort tot NAOe (Russisch:Нау)) was een belangrijke Russische rockgroep, die werd opgericht in de stad Sverdlovsk (nu Jekaterinenburg) en die actief was tussen 1982 en 1997. De band is vernoemd naar de gelijknamige inktvissoort. Het was een invloedrijke groep op het vlak van de postpunk en new wave van de Russische rockmuziek. Een aantal van hun vroege nummers is verbonden met de perestrojkaperiode. In totaal bracht de groep bijna 20 albums uit.

## Geschiedenis
De groep werd in 1978 opgericht door Vjatsjeslav Boetoesov en Dmitri Oemetski, studenten aan de Academie van de Oeral voor Architectuur. Hun eerste album Nevidimka (Невидимка) werd uitgebracht in 1985, maar nauwelijks opgemerkt. De groep verkreeg pas populariteit na het uitbrengen van het album Razloeka (Разлука), waarna een stroom van albums volgde, die vaak met veel enthousiasme werden ontvangen door het Russische publiek. Deze populariteit was vooral te danken aan Ilja Kormiltsev, die het merendeel van de teksten schreef, maar nooit samen optrad met de groep. Ook was hij de producent van de groep. Eind jaren ’80 bereikte de populariteit van de groep haar hoogtepunt, toen de groep toerde door het GOS, Letland, Duitsland, Spanje en de Verenigde Staten, alwaar de muziek goed ontvangen werd.
Hun muziek verkreeg opnieuw grote populariteit door hun begeleidende muziek in de Russische film Brat uit 1997. In dat jaar ging de groep ook uit elkaar op aandringen van Boetoesov, die vond dat de groep veel te succesvol was geworden, waardoor deze te commercieel was geworden. Een jaar later startte hij een succesvolle solocarrière en stichtte de band Yu-Piter.

## Nummers
Tot hun bekendste nummers behoren: "Loopt over water" ("Прогулки по Воде"), "Afscheidsbrief" (Прощальное письмо, ook bekend als "Goodbye, America!"), "Aanblik vanaf het scherm" ("Взгляд с экрана"), "Flop-Flop" ("Хлоп-хлоп"), "De khaki bol" ("Шар цвета хаки"), "Gebonden door een ketting" ("Скованные одной цепью"), "Ik wil samen met je zijn" ("Я хочу быть с тобой"), "Op de oever van de naamloze rivier" ("На берегу безымянной реки") en "Toetanchamon" ("Тутанхамон").